# Kazimierz Iwicki
Kazimierz  Iwicki, właśc. Kazimierz Paprzyca-Iwicki (ur. 14 czerwca 1897 w Brzozówce, zm. 1940 w Katyniu) – inżynier rolnik, ziemianin, podporucznik intendent rezerwy Wojska Polskiego, ofiara zbrodni katyńskiej.

## Życiorys
Syn Bolesława i Barbary z Bogatków. Absolwent Szkoły Handlowej Edwarda Rontalera w Warszawie z 1917 roku i Wyższej Szkoły Rolniczej w Taborze, gdzie uzyskał tytuł inżyniera. Był po swym ojcu ichtiologiem. Pracownik starostwa w Rawie Mazowieckiej. W 1920 pełnił funkcję zastępcy kierownika rejonowej komisji zakupu zboża i bydła. Administrator rodzinnych majątków w powiecie Rawa Mazowiecka. Kawaler.
5 października 2007 minister obrony narodowej Aleksander Szczygło mianował go pośmiertnie na stopień porucznika. Awans został ogłoszony 9 listopada 2007, w Warszawie, w trakcie uroczystości „Katyń Pamiętamy – Uczcijmy Pamięć Bohaterów”.